# کینوتو سایتو
کینوتو سایتو (انگلیسی: Kinoto Saito؛ زادهٔ ۸ ژوئیهٔ ۱۹۷۶) بازیکن فوتبال اهل ژاپن است.